# Macrofotografía

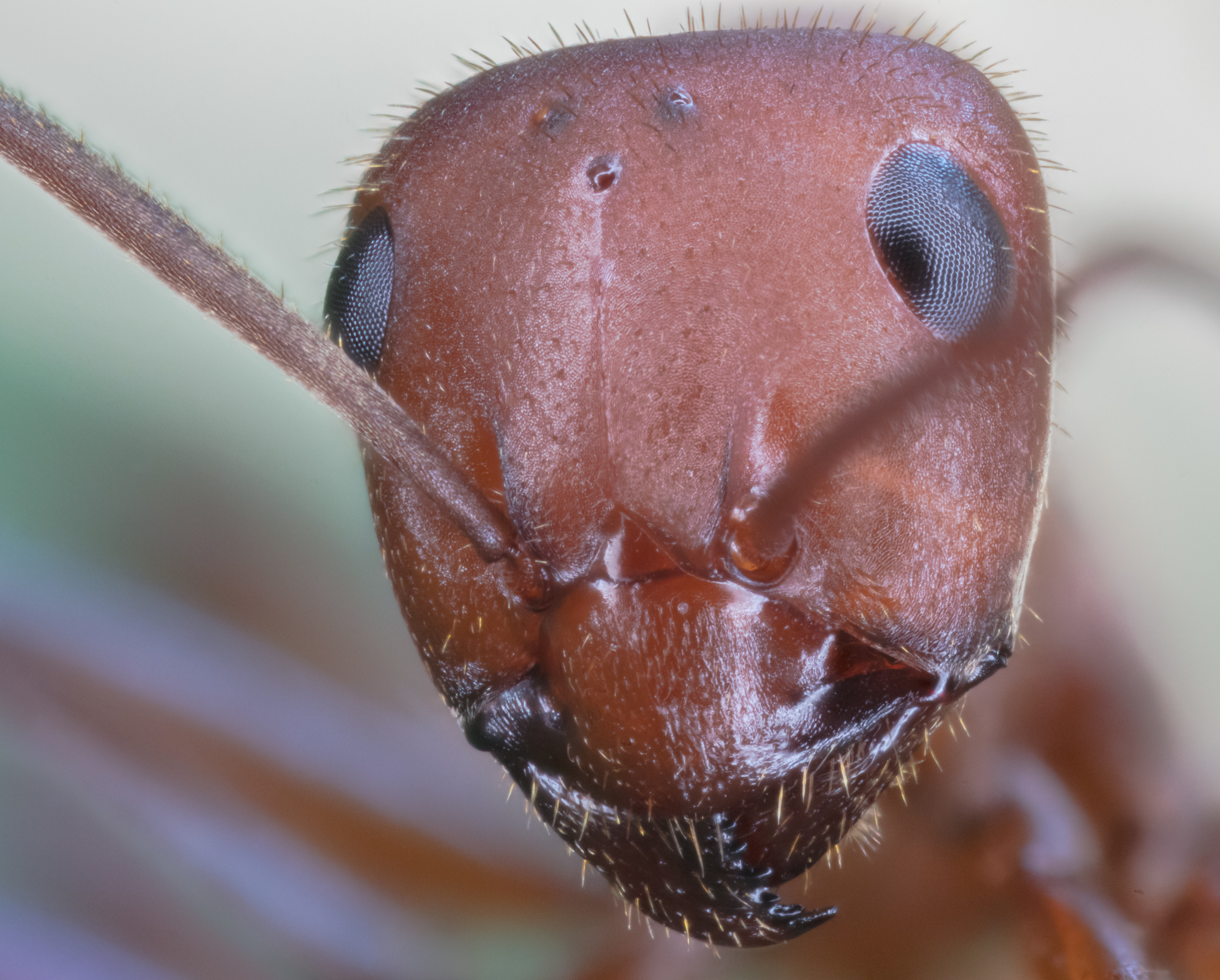
Macrofotografía.

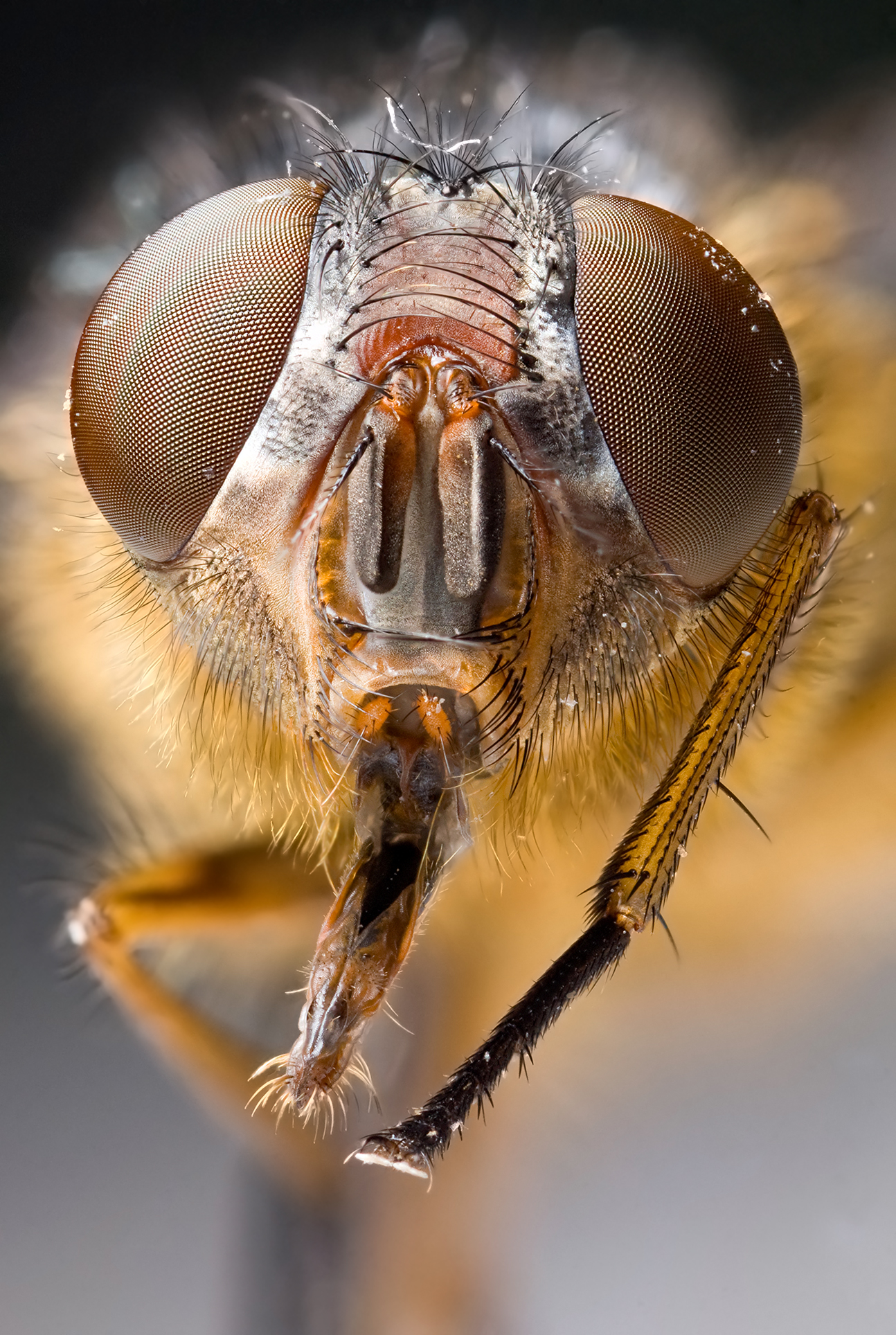
Cabeza de una mosca, ejemplo de macrofotografía.

Se denomina macrofotografía o fotomacrografía a la realización de fotografías de gran tamaño sin importar su escala de reproducción —es decir, la relación entre el tamaño verdadero del sujeto fotografiado y el de la fotografía—, pero comúnmente se hace referencia con ese nombre al tipo de imagen fotográfica donde el sujeto fotografiado es igual o más pequeño que el tamaño de su imagen en la película o sensor electrónico que captura la imagen. En algunas aplicaciones se llama así a aquella reproducción final en que el sujeto fotográfico tiene un tamaño igual o mayor que el real.
Normalmente, se emplea para realizar fotografías de objetos muy pequeños, o cuando son necesarios detalles de objetos de mayor tamaño. Tienen un uso muy acentuado dentro de la investigación biológica, debido a que con ellos es posible la documentación y estudio de características de diversas especies, tanto animales como vegetales. Además de ello, también son valorados en la fotografía de artículos de reducido tamaño como joyas, monedas, estampillas, entre otros objetos.

## Accesorios y técnicas para macrofotografía

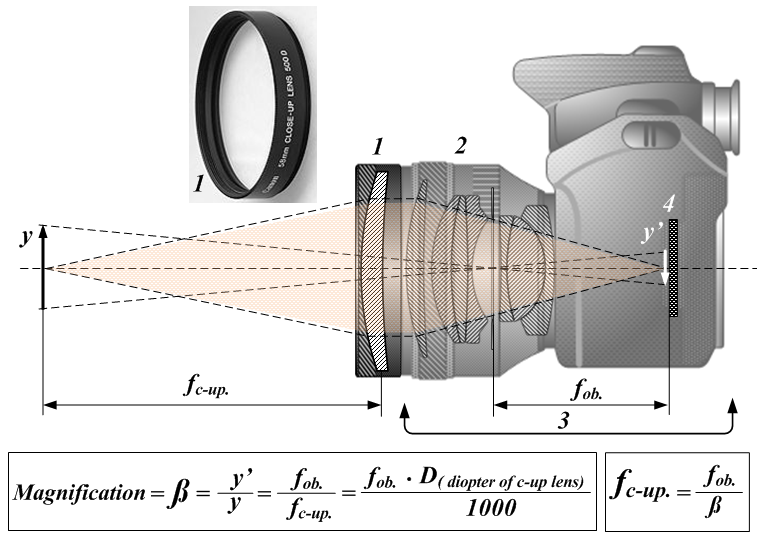
Esquema óptico utilizando una lente de aproximación.

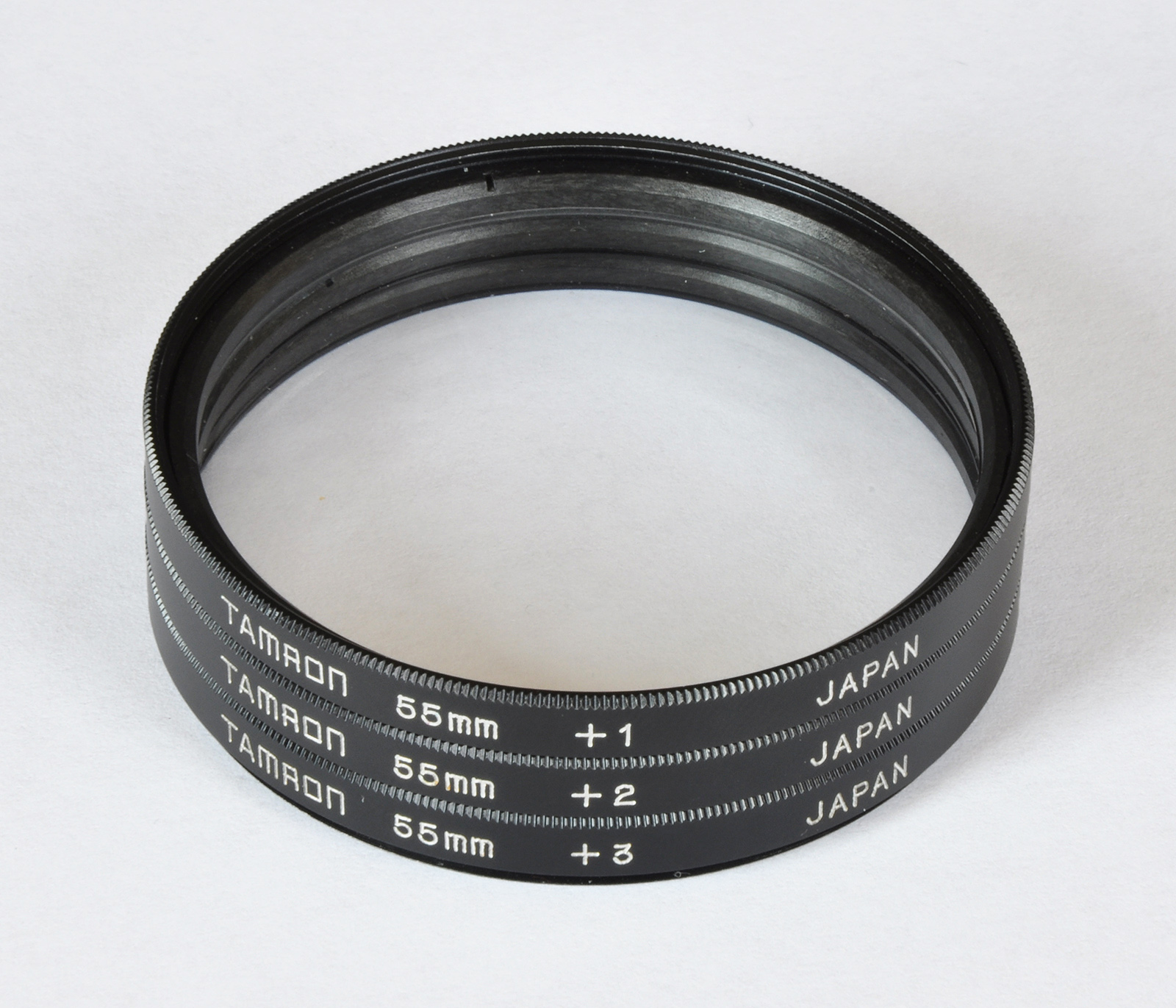
Lentes de aproximación.

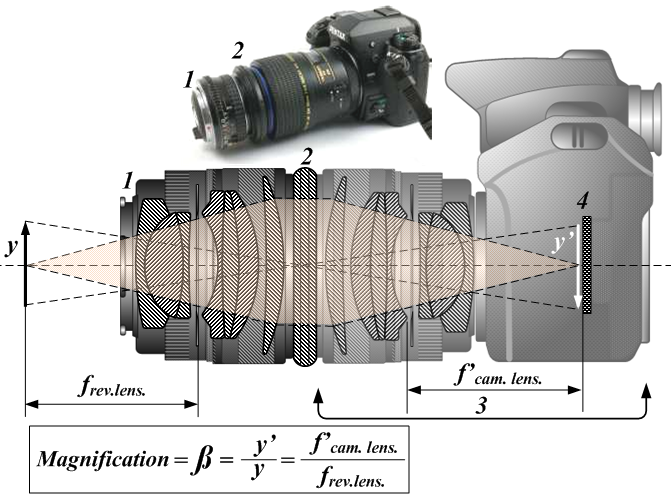
Esquema óptico utilizando un objetivo invertido.

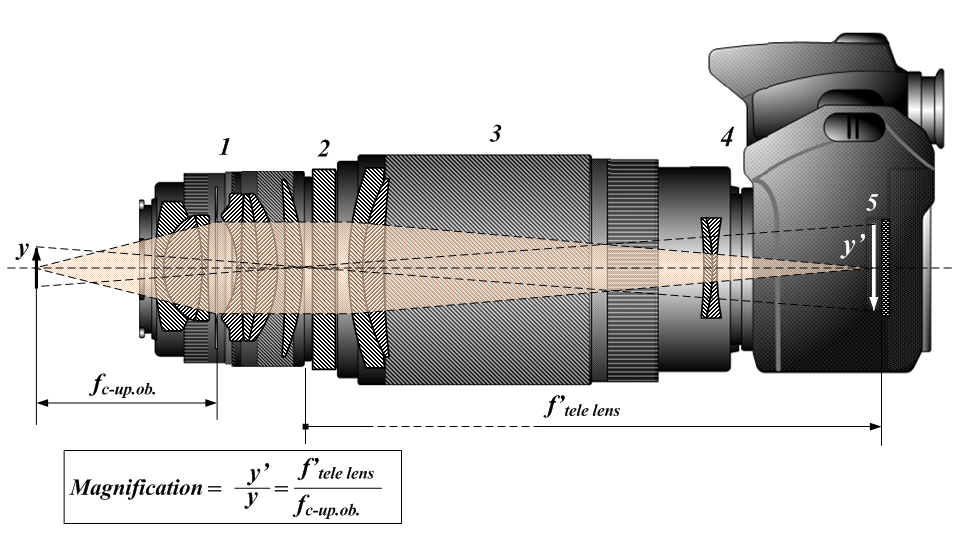
Esquema óptico utilizando un objetivo invertido.

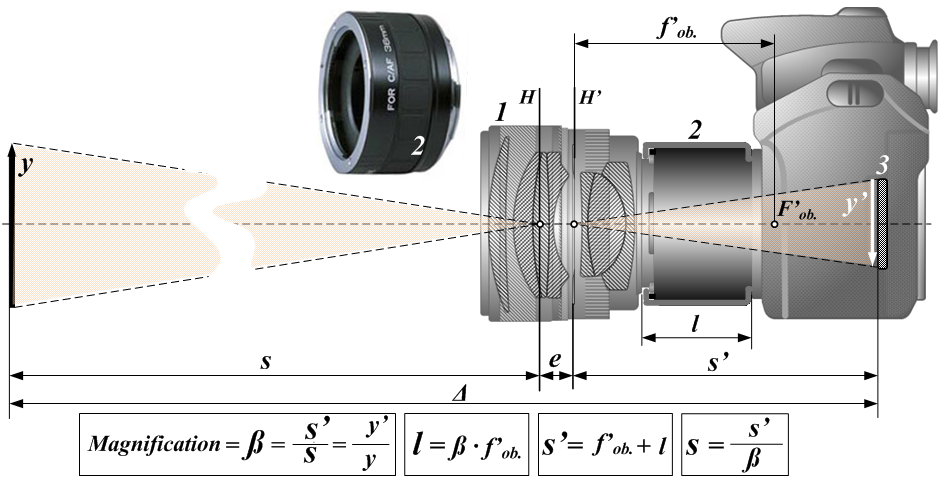
Esquema óptico utilizando un fuelle o tubo de extensión.

Además de los objetivos específicamente diseñados para macrofotografía, se pueden utilizar accesorios diseñados para disminuir la distancia mínima de enfoque de un objetivo normal aproximándose a la ampliación 1:1. Además de ello, pueden añadirse estos accesorios a un objetivo específicamente diseñado para este fin denominado «objetivo macro».

### Objetivos macro
Se denominan objetivos macro aquellos especialmente diseñados para enfocar correctamente a una distancia muy pequeña, para conseguir ampliaciones generalmente de 1:1 (o tamaño natural) sin requerir equipamiento adicional. Por lo general, son objetivos diseñados específicamente para tal fin, casi siempre con longitud focal comprendida entre normal y teleobjetivo. Están minuciosamente corregidos para trabajar a cortas distancias, lo que los hace por lo general costosos.

### Lentes de aproximación
También conocidos como filtros de aproximación o close-up, son lentes simples de forma generalmente planoconvexa, con aspecto, diámetros y dimensiones similares a las de un filtro. Se enroscan en la parte frontal del objetivo, y permiten un aumento de la imagen proporcional a su diseño. Se etiquetan con un número + seguido de un número natural, el cual corresponde al número de aumentos de la lente, medido en dioptrías. La mayoría de lentes de aproximación que se encuentran en el mercado tienen como desventaja su baja calidad de construcción, lo cual introduce defectos ópticos (aberraciones, pérdida de contraste) que degradan en gran medida la calidad de la imagen, por lo que por lo general se recomiendan únicamente para el uso aficionado. Su mayor ventaja es la de no necesitar corrección en la exposición, ya que modifica la distancia focal del grupo de lentes, pero no la distancia a la película o sensor.
Además de las lentes, existen objetivos de aproximación, que son objetivos compuestos de mayor calidad que los anteriores, con aspecto y funcionamiento similares al de las lentes de aproximación; sin embargo, estos consisten en un par acromático con elementos de alta calidad, el cual previene mejor las aberraciones y permite obtener imágenes de mayor definición. Aun así, su factor de ampliación es relativamente escaso, y su coste es bastante mayor que el de las lentes de aproximación tradicionales, por lo cual no gozan de popularidad.

### Acoplamiento de dos objetivos con anillos
Consiste en un anillo similar a un filtro sin elementos ópticos, con roscas en sus dos extremos, utilizado para acoplar dos objetivos, el primero conectado directamente a la cámara y el segundo en posición invertida (el elemento frontal hacia la cámara), y dirigido hacia el objeto.
Esta configuración es similar al uso de una lente de aproximación, de forma que el segundo objetivo funciona como un filtro compuesto de buena calidad óptica. La combinación generalmente utilizada es un teleobjetivo en conexión con el cuerpo y un gran angular funcionando como objetivo de aproximación. Permiten una buena relación de ampliación en general, pero su capacidad de aumentar el tamaño de la imagen depende de la combinación utilizada, así como la calidad de la misma.

### Anillos inversores
Los anillos inversores permiten invertir o rotar objetivos no macro. Permitiendo así, lograr el efecto deseado.
Mediante la inversión del objetivo, podemos acercarnos al objeto teniendo la distancia focal mínima a centímetro o incluso milímetros del objeto y de este modo, que su tamaño en el sensor aumente de manera considerable.
Para lograr una calidad máxima se aconseja usar objetivos de focal fija.

### Tubos y fuelles de extensión

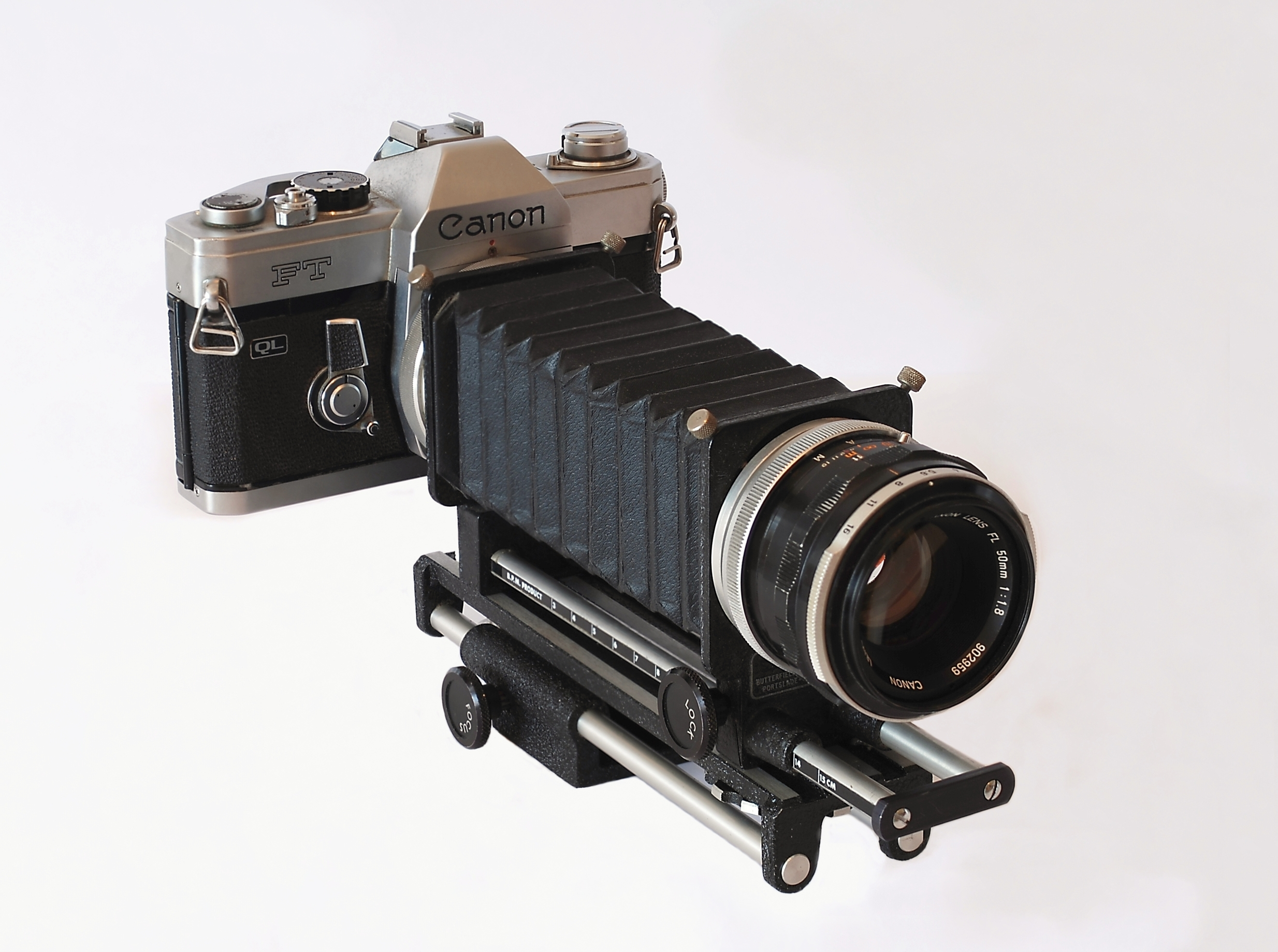
Fuelle de extensión montado en una cámara de película Canon.

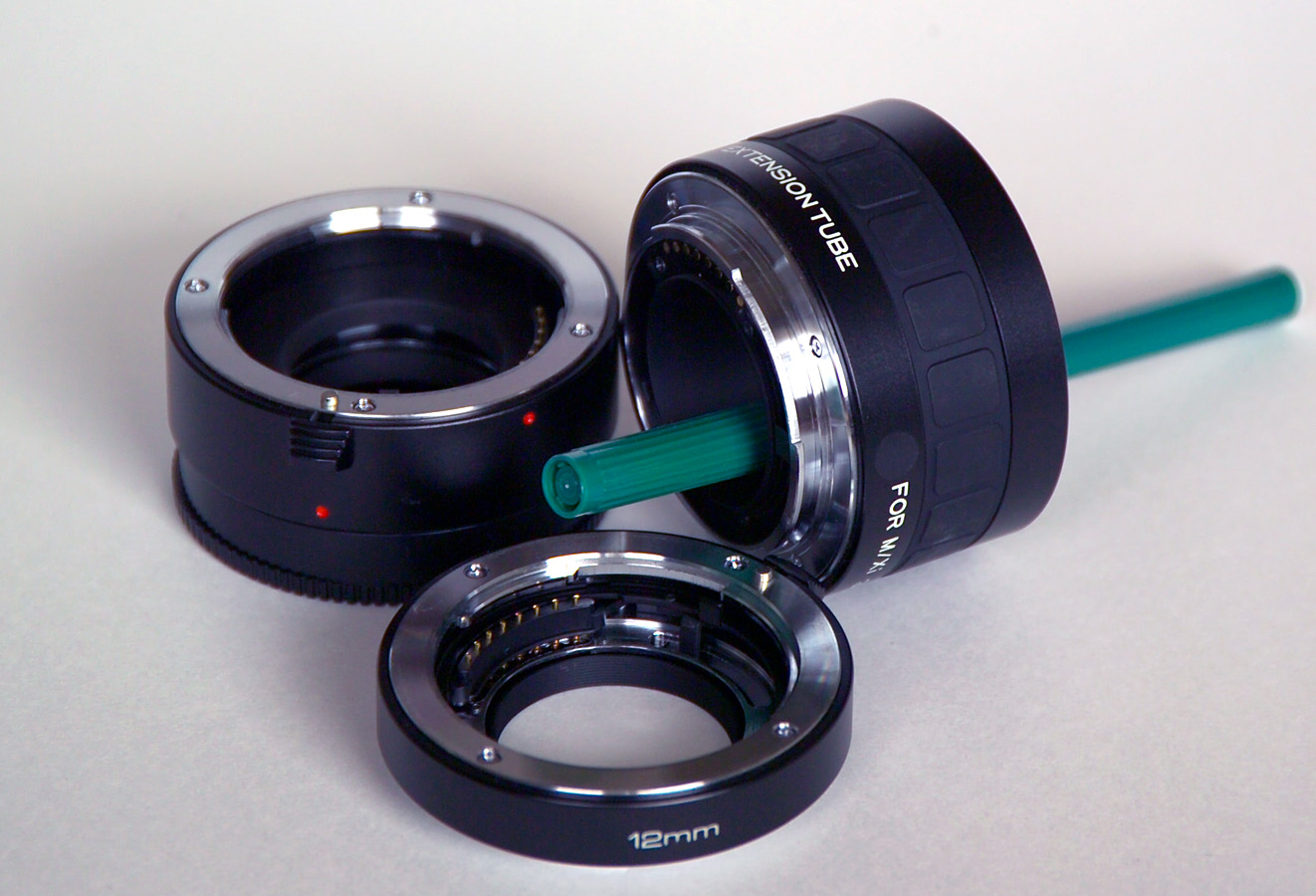
Juego de tubos de extensión.

Sólo se pueden utilizar en cámaras cuyo objetivo pueda ser desmontado. Con el fin de aumentar la distancia focal (y así el aumento de la imagen) se utiliza un tubo o un fuelle como accesorio para distanciar al objetivo respecto de la cámara.
Un fuelle extensor consiste en un par de anillos, unidos por un material flexible (papel, cuero o plástico) y opaco a la luz en forma tubular. El primer anillo consiste en una montura que permite acoplar el fuelle a la cámara y el segundo se acopla a cualquier objetivo tradicional de la misma montura. El sistema se fija por medio de mecanismos generalmente metálicos (cremallera con tornillo regulador) que permite fijar la distancia entre ambos extremos.
La mayor desventaja en dispositivos de bajo coste, de la misma forma que sucede en los tubos de extensión, es la pérdida del acoplamiento mecánico y electrónico del objetivo con la cámara, como el control del diafragma y el enfoque automático. Aunque existen tubos y fuelles más completos, que incluyen contactos para el enfoque automático y —dependiendo del modelo de montura— acopladores mecánicos para el diafragma, permitiendo enfocar y regular la apertura automáticamente desde el cuerpo de la cámara, son muy costosos y, por tanto, más difíciles de justificar. Otra desventaja para este sistema es la pérdida de luz respecto al objetivo original, llegando a ser imposible para la cámara enfocar automáticamente si la extensión es muy grande, y haciéndose necesarios flashes para iluminar la escena si la luz no es suficiente. La última de las desventajas notorias tiene que ver con la ampliación, en la imagen final, de todas las aberraciones ópticas del objetivo extendido, siendo siempre preferible un objetivo de muy alta calidad para conseguir una imagen nítida y bien contrastada.
Por lo general, se distribuyen comercialmente en grupos de tres tubos, cada uno con tres longitudes de extensión diferentes, lo cual permite crear una amplia gama de combinaciones de extensión de la longitud focal.
La ventaja de ambos sistemas (tubos y fuelles de extensión) consiste en la posibilidad de evitar recurrir a otro dispositivo óptico intermediario que interfiera en la captación de la imagen.
En el caso de no disponer de fotómetro a través de las lentes (TTL), debemos calcular la nueva exposición correcta, ya que al aumentar la distancia real entre lente y sensor o película, la imagen producida es menos luminosa
Los objetivos de mejor nitidez generalmente disponibles entre los fabricantes son los objetivos dedicados para macrofotografía, caso en el cual la combinación de los mismos permite lograr combinaciones cercanas al límite del supermacro y de la micrografía.

## Supermacro
Para macrofotografía de grandes aumentos (entre 6-10x), se usan los llamados objetivos supermacro, que son objetivos de relativamente corta distancia focal y extraordinaria calidad óptica, de forma y tamaño similar a los de los microscopios. Carecen de anillo de enfoque y se utilizan siempre acoplados a fuelles o a tubos de extensión. Cuando se supera los 10 aumentos respecto al tamaño del sensor, se habla generalmente de micrografía, aunque no existe unanimidad de opiniones ni una frontera clara que delimite ambas técnicas.

## Falsos macro

Falsa función macro en cámaras compactas.

Un objetivo macro verdadero debe estar preparado para enfocar un objeto al menos al 50 % de su tamaño real, respecto al tamaño de la película o del sensor, es decir, un factor de ampliación de 0,5 (1:2) o más. La gran mayoría de cámaras compactas y de algunos objetivos zoom tienen el símbolo o el rótulo macro. En realidad esta función muestra la máxima ampliación del dispositivo, pero realmente (y por lo general) una cámara digital compacta alcanza factores de ampliación de 1:4 o menos (respecto a su propio sensor, de tamaño casi siempre mucho más pequeño que el de 35 mm), razón por la cual las imágenes obtenidas con estos sistemas no se consideran macros propiamente dichos.
El argumento de algunos fabricantes de cámaras compactas para añadir dicho rótulo es, que respecto al negativo de 35 mm, la ampliación relativa de la imagen se acerca al 1:1, lo cual en muchos casos es también falso.